# Shivers II: Harvest of Souls
Shivers II: Harvest of Souls (conocido como Harvest of Souls en Europa) es un juego de aventuras de PC point-and-click con temática de terror, lanzado en 1997 por Sierra On-Line. Es la secuela de Shivers.

## Jugabilidad
El juego se juega desde una perspectiva en primera persona, como su predecesor y juegos como The 7th Guest y Myst. Una serie de videoclips de rock proporcionan pistas al jugador para resolver los puzles del juego.

## Trama
El juego comienza con el jugador entrando a un motel en el pueblo de Cyclone, Arizona. Tras entrar al motel, el jugador es recibido por un empleado poco amistoso que le entrega un mensaje que dice: «Tengo a tus amigos, solo un guerrero puede librarlos». El jugador camina hacia su habitación, deja sus cosas y se va a dormir. Una vez que el jugador se queda dormido, tiene un extraño sueño que involucra un choque de autos y un cadáver. Tras despertar, el jugador es libre de explorar el pueblo.
El jugador descubrirá rápidamente que su meta principal es encontrar los doce bahos (bastones de oración) esparcidos a lo largo del pueblo y devolverlos a la kiva sagrada en Devil's Mouth Canyon en las afueras del pueblo. Los bahos han sido escondidos por el villano conocido como Darkcloud, una misteriosa figura que porta una máscara kachina, para probar al jugador y que se pueda convertir en «el guerrero». El jugador tiene la seguridad de que, una vez que se convierta en «el guerrero», podrá liberar a los miembros de Trip Cyclone, quienes han sido transformados en petroglifos. El jugador deberá deducir la verdadera identidad de Darkcloud y descubrir su verdadero plan.

## Recepción
| Publication      | Score  |
| ---------------- | ------ |
| Adventure Gamers | [ 4 ]  |
| AllGame          | [ 5 ]  |
| GameSpot         | 8.7/10 |
| Next Generation  | [ 7 ]  |
| CD-Action        | 7/10   |

Next Generation puntuó al juego con dos estrellas de cinco, señalando que «podría ser el mejor juego de puzle de su tipo, pero sigue siendo solo un juego de puzle que requiere muchos clics de ratón y saltos de lógica para desvelar su misterio antiguo».